# Thiemoko Diarra
Thiemoko Diarra (Bamako, 19 aprile 2003) è un calciatore maliano, attaccante dello Stade Reims.

## Carriera

### Club
Diarra è cresciuto nel Derby Académie, che lo ha ceduto allo Stade Reims nel 2021. Dopo due stagioni trascorse con la squadra riserve in Championnat National 2, nel 2023 è stato ceduto in prestito al Châteauroux.

### Nazionale
Nel 2024 è stato convocato dalla nazionale olimpica maliana per partecipare ai Giochi della XXXIII Olimpiade.

## Statistiche

### Presenze e reti nei club
Statistiche aggiornate al 24 luglio 2024.
| Stagione        | Squadra         | Campionato      | Campionato | Campionato | Coppe nazionali | Coppe nazionali | Coppe nazionali | Coppe continentali | Coppe continentali | Coppe continentali | Altre coppe | Altre coppe | Altre coppe | Totale | Totale | Totale |
| Stagione        | Squadra         | Comp            | Pres       | Reti       | Comp            | Pres            | Reti            | Comp               | Pres               | Reti               | Comp        | Pres        | Reti        | Pres   | Reti   |        |
| --------------- | --------------- | --------------- | ---------- | ---------- | --------------- | --------------- | --------------- | ------------------ | ------------------ | ------------------ | ----------- | ----------- | ----------- | ------ | ------ | ------ |
| 2021-2022       | Stade Reims 2   | N2              | 25         | 3          |                 | -               | -               |                    | -                  | -                  |             | -           | -           | 25     | 3      |        |
| 2022-2023       | Stade Reims 2   | N2              | 20         | 4          |                 | -               | -               |                    | -                  | -                  |             | -           | -           | 20     | 4      |        |
| 2023-2024       | Châteauroux 2   | N3              | 6          | 3          |                 | -               | -               |                    | -                  | -                  |             | -           | -           | 6      | 3      |        |
| 2023-2024       | Châteauroux     | N1              | 22         | 2          | CF              | 2               | 1               |                    | -                  | -                  |             | -           | -           | 24     | 3      |        |
| Totale carriera | Totale carriera | Totale carriera | 73         | 12         |                 | 2               | 1               |                    | -                  | -                  |             | -           | -           | 75     | 13     |        |